# Eleutherodactylus inoptatus
Eleutherodactylus inoptatus es una especie de rana de la familia Eleutherodactylidae.

## Distribución geográfica
Es endémica de La Española (República Dominicana y Haití) y de la cercana isla de la Tortuga.

## Estado de conservación
Se encuentra ligeramente amenazada por la pérdida de su hábitat natural. 